# Just a Dream
Just a Dream je píseň amerického hip-hopového zpěváka Nellyho. Píseň pochází z jeho šestého studiového alba 5.0. Produkce se ujal producent Jim Jonsin.

## Hitparáda
| Žebříček    | Příčka |
| ----------- | ------ |
| Kanada      | 5      |
| Nový Zéland | 5      |
| USA         | 3      |
| US Rap      | 6      |
| US Pop      | 2      |
| Austrálie   | 3      |
| UK          | 8      |
| Švýcarsko   | 22     |
| Česko       | 39     |